# Requesens
Requesens és un veïnat del municipi altempordanès de la Jonquera, situat a l'extrem oriental del terme, a uns cinc-centsmetres sobre el nivell del mar (poble i castell).
El 2005 no tenia cap habitant censat; cap al 1915 hi havia 86 habitants.

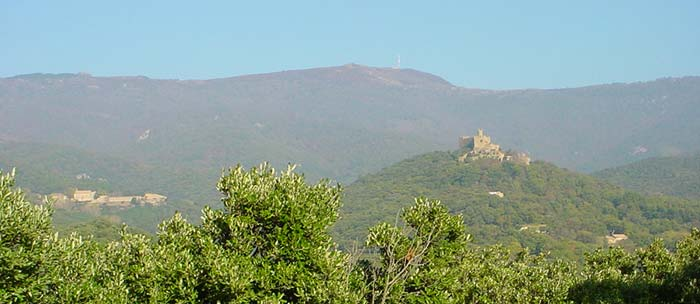
Panoràmica de la Muntanya de Requesens, amb (d'esquerra a dreta) el santuari, el veïnat, el puig Neulós, el castell i l'església vella

Comunicacions: la millor manera d'arribar-hi és a partir del poble de Cantallops, per una pista de muntanya d'uns 6 km. Hi ha una altra pista des de Sant Climent Sescebes, més llarga i en pitjor estat.

## La Muntanya de Requesens
El territori de l'antic poble de Requesens (conegut com la Muntanya de Requesens) ocupa les valls de la capçalera del riu Anyet, que en aquest sector rep el nom de ribera de Requesens, i els seus afluents, al vessant meridional del puig Neulós (1256 m), pic culminant de la serra de l'Albera. Forma part del Paratge Natural d'Interès Nacional de l'Albera (creat el 1986) i n'és una de les zones més ben conservades i amb una biodiversitat més gran. Té frondosos boscos de suros, alzines, roures, castanyers i faigs, sobretot, propis d'una àrea de muntanya mitjana, adaptats a les condicions del sòl (sauló, producte de la descomposició del granit), i aigües ferruginoses. A finals del segle xix, a l'Empordà aquest sector de la serra es coneixia amb el nom de serra de Requesens (Bosch de la Trinxeria, 1887). És un dels últims llocs on van sobreviure l'os i el llop a l'Empordà. Destinació molt habitual de l'excursionisme, de la cacera (especialment del porc senglar) i, sobretot, fins al 1868, de la veneració religiosa.
Requesens ha estat frontera i lloc de pas fronterer en diverses ocasions des de l'època romana. Sobre l'Albera transcorria el límit entre les regions romanes de la Gàl·lia i Hispània; oblidat més tard, durant l'època visigòtica, i reprès pels comtats d'Empúries i Rosselló, fins a la desaparició del regne de Mallorca (1343-1344). El Tractat dels Pirineus (1659) hi va situar l'actual frontera francoespanyola. Aquesta circumstància explica la presència, ja des d'antic, d'una poderosa fortificació i, més tard, de controls policials (carrabiners i guàrdies civils), ja desapareguts.
No sembla que les valls de la Muntanya de Requesens fossin habitades de manera permanent abans de l'època visigòtica o, potser millor, de la dominació franca, quan s'hi instal·laria una petita comunitat camperola a la recerca d'un refugi segur. Els monuments megalítics que s'hi han anat descobrint, datables entre el 2500 i el 3500 aC (el dolmen del Coll de Medàs data del 2700 aC, aproximadament), localitzats als sectors més marginals i meridionals, serien indicatius de la presència itinerant, ja des de temps prehistòrics, de grups de caçadors.
A la documentació conservada, el poble de Requesens és esmentat per primera vegada l'any 859, en una donació feta per Carles el Calb a un cert Oriol (villare quod vocatur Richusins). Hi ha un document datat d'abans (el 844) que també l'esmenta (Rechisindo), que és un suposat reconeixement fet pel mateix rei de les possessions de Sant Quirze de Colera. Però es tracta d'una falsificació medieval feta pels mateixos monjos colerencs. El corònim és d'origen germànic (probablement visigot i derivat de Rekeswinths), però això no prova que el personatge que li hauria donat nom ho fos necessàriament. Aquesta comunitat documentada formava part del vescomtat de Peralada, del comtat d'Empúries, dintre del regne dels francs. A mitjan segle xi, ja dissolt aquest regne, i en el marc de les disputes entre el comtat d'Empúries i el comtat de Rosselló, es va construir el castell de Requesens, que va marcar la història posterior de la contrada.
L'economia de Requesens es fonamentava en l'explotació del bosc (fusta, suro, carbó) i en la ramaderia transhumant (sobretot vacum, que en part es manté; vegeu vaca de l'Albera) i, des del segle xviii, en el gel o glaç, que s'exportava a Peralada, la calç i els rajols. Queden restes de les instal·lacions utilitzades (vegeu més avall). El contraban va aportar, sobretot en algunes èpoques, un complement important. Des del segle xix el veïnat també disposa d'una petita fonda ("La Cantina").
La parròquia de Santa Maria de Requesens va ser suprimida el 1592, quan la van convertir en sufragània de la de Sant Esteve de Cantallops. Aparentment, havia estat fundada per la gent de Cantallops i més tard els de la Roca de l'Albera en van ampliar l'edifici del segle xi, situat al peu del turó del castell, al sud. La devoció popular en va fer un lloc de pelegrinatge, i l'afluència creixent de pelegrins va acabar determinant la construcció d'un nou temple per albergar el santuari de Requesens.

## Llocs d'interès
- Castell de Requesens.
- Santuari de Requesens.
- Font Rovellada de Dalt. Font d'aigua ferruginosa, amb un edifici amb torre adossat, anomenat el Pentinador i també els Banys del Comte, de l'època de la reconstrucció del castell. Segons la llegenda, la senyora del castell venia fins a aquesta font a posar-se grumolls de ferro als cabells per esdevenir pèl-roja. Situada al nord del veïnat.
- Forn de rajols. Antiga rajoleria, entre el pantà i el veïnat.
- Forn de calç. A la caseta adjunta a l'antic forn, situat al nord del castell, el Centre Excursionista Empordanès hi ha condicionat un refugi (1998). Hi ha un altre refugi al coll de la Tanyareda, al sud-est del puig Neulós, sobre la carena de l'Albera.
- Pous de glaç. Dos interessants pous de neu del segle XVIII: el de Requesens i el del puig Neulós. Aquest últim, més ben conservat (va ser reconstruït el 1992), és a prop del puig Neulós. El de Requesens és a prop del pantà, al nord del Forn de calç.
- Pantà de Requesens. Petita resclosa que va fer construir el duc de l'Infantado per abastir de corrent elèctric el veïnat i el castell, i fer anar una serradora de l'explotació forestal, recentment restaurada pel Paratge Natural de l'Albera (l'electrificació de la zona és actualment en curs).
- Santa Maria de Requesens (l'església vella). Església romànica (s. XI), originalment d'una sola nau, després ampliada a dues, amb dos absis semicirculars, transformada en mas (el mas de l'Església, al sud del castell) al s. XVIII. La portalada (s. XII) es va desmuntar i es va reinstal·lar a la porta de la capella del castell quan el van reconstruir a finals del s. XIX. Era la seu de l'antiga parròquia de Requesens.
- Font del Ferro. Font d'aigua ferruginosa, al principi de la pista que puja cap al castell. També anomenada font Rovellada de Baix.
- Masies. Una desena de masies (mas del Corral Nou, mas de l'Església, mas dels Buenys o Buencs [Bouencs], mas Picardia, mas de Puigcal, masos de Mirapols, mas d'En Panís, etc.), deshabitades des de la dècada del 1960. N'hi ha que serveixen de refugi per a la cabana de vacum.
- Monuments megalítics. Conjunt de dòlmens descoberts i descrits recentment (Banya de Saus, mas dels Buenys, Mesclants, coll de Medàs II).